# Commercial paper
La dicitura Commercial paper indica un titolo di credito.
Sebbene sia spesso usata come sinonimo di polizza di credito commerciale, con l'espressione si indica uno strumento del mercato monetario il cui documento rappresentativo è costituito da un "pagherò cambiario" non garantito, emesso dalle imprese, con scadenza massima a 270 giorni. Poiché questi titoli non sono garantiti, solo le società più grandi o più solvibili le emettono. Il tasso di interesse che viene offerto, riflette naturalmente il livello di rischio dell'emittente. Il mercato finanziario è poco liquido. Il suo utilizzo in Italia è molto limitato.
La 'carta commerciale', o Commercial paper, è una fonte di finanziamento a breve termine per le imprese. Si tratta di una specie di "cambiale" che le imprese emettono e che sono sottoscritte da banche, fondi o privati. Gli istituti finanziari si trovano così normalmente ad avere nei loro portafogli molta carta commerciale a diverse scadenze. 
Questa attività può essere cartolarizzata, cioè a dire l'istituto finanziario può emettere delle obbligazioni, da far sottoscrivere da altre società finanziarie o da privati, che hanno a garanzia la carta commerciale in portafoglio dell'istituto.
Dato che la Commercial paper non è supportata da garanzie reali, normalmente solo le imprese con rating eccellenti saranno in grado di vendere le loro carte commerciali. La Commercial paper viene solitamente ceduta con uno sconto rispetto al valore nominale. Più lunga è la scadenza, più alto risulterà il tasso di sconto applicato. 
La Commercial paper è un'alternativa a basso costo all'utilizzo degli affidamenti bancari. Normalmente il tasso applicato allo smobilizzo della Commercial paper è più favorevole rispetto al tasso che applica la banca ad un finanziamento.